# Le Sars
Le Sars ist eine Gemeinde im französischen Département Pas-de-Calais in der Region Hauts-de-France. Sie gehört zum Kanton Bapaume im Arrondissement Arras. Sie grenzt im Nordwesten an Pys, im Nordosten an Warlencourt-Eaucourt, im Osten an Ligny-Thilloy, im Südosten an Flers, im Süden an Martinpuich und im Südwesten an Courcelette.

## Bevölkerungsentwicklung
| Jahr      | 1962 | 1968 | 1975 | 1982 | 1990 | 1999 | 2008 | 2013 |
| --------- | ---- | ---- | ---- | ---- | ---- | ---- | ---- | ---- |
| Einwohner | 235  | 211  | 178  | 166  | 163  | 172  | 165  | 171  |